# 迪卡尔布 (伊利诺伊州)
迪卡尔布是美国伊利诺伊州迪卡尔布县的一座城市，人口约4万（2000年），距離伊利诺伊州最大城市芝加哥約六十英里。

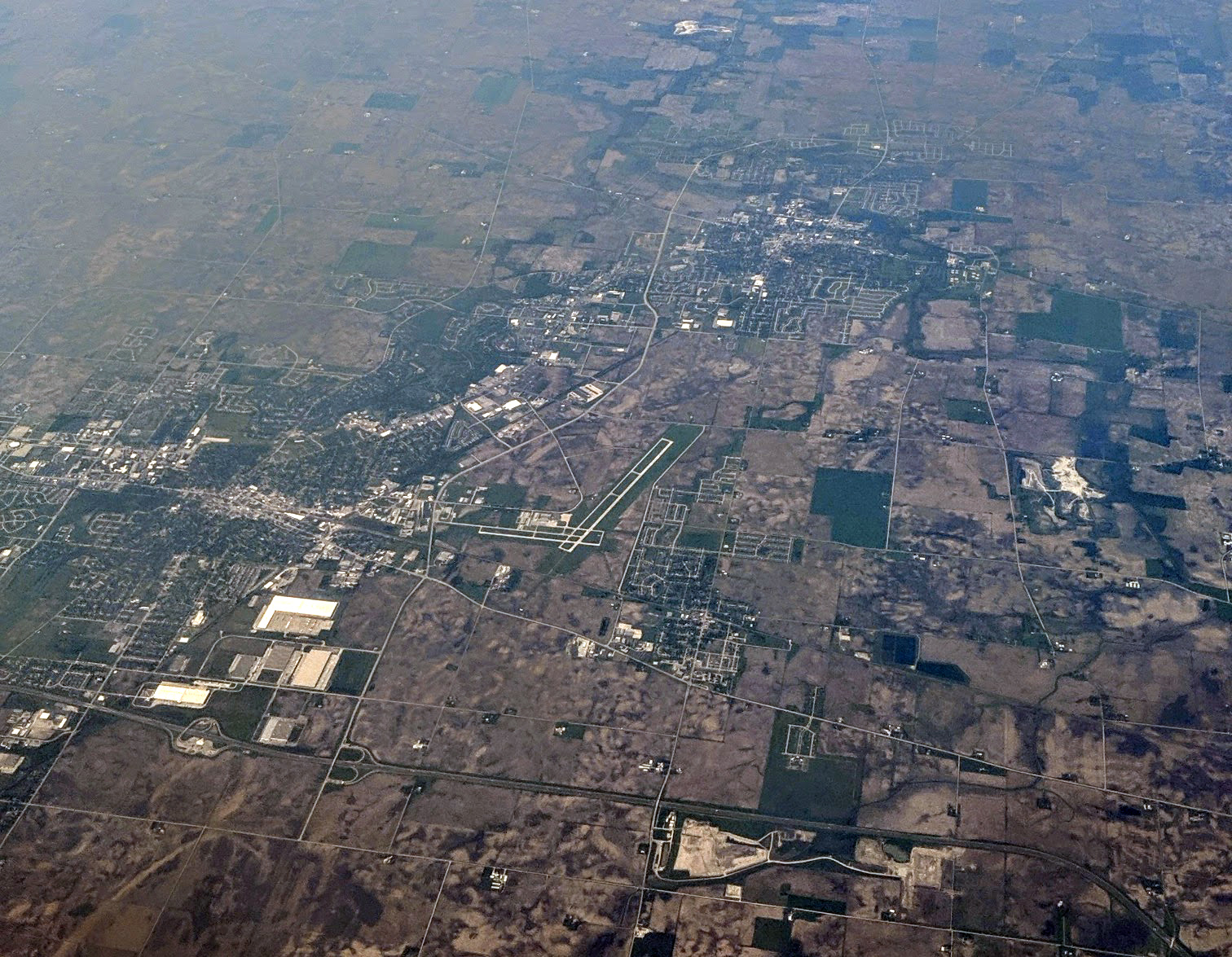
迪卡爾布空照圖。圖中可見跑道為迪卡爾布泰勒市政機場（DeKalb Taylor Municipal Airport）。

北伊利諾伊大學座落於此城鎮。